# X Japan
X Japan エックス ジャパン (Ekkusu Japan) és un popular grup de rock japonès format el 1982 per Yoshiki Hayashi i Toshimitsu Deyama. Originalment anomenat X (エックス). El grup es va donar a conèixer pel seu segon àlbum, Blue Blood.
La seva música es caracteritza per un gust pel metal clàssic, barrejat amb línies de bateria ràpides i variables, línies de guitarra amb un fort component progressiu i gran influència de la música clàssica. El grup es va separar el 1997 i es va reunir el 2007, llençant una nova cançó al gener de 2008 i una gira mundial.

## Època independent (1982-1989)
X va començar com un grup de secundària creat el 1982 per en Yoshiki i en Toshi, després de la dissolució dels seus grups Dynamite i Noise. El 1984 es van mudar a Tòquio per començar una carrera musical, deixant endarrere plans laborals. X va començar tocant a live houses (petits locals dedicats a música) a l'àrea de Kanto amb sempre bona entrada. Per a llavors el grup estava format per en Toshi a la veu, Yoshiki a la bateria, Terry i Eddie (havent reemplaçat a en Tomoyuki) a la guitarra i Atsushi al baix. Aquesta mateixa formació va llençar el primer single de X anomenat I'll Kill You al Juny de 1985 sota Dada Records i venent les mil unitats llençades. Al Novembre d'aquest any el grup va participar en l'àlbum recopilatori Heavy Metal Force 3 amb la cançó Break the Darkness, Hideto hide Matsumoto (futur membre fix del grup) també va participar en l'àlbum amb el seu grup Yokosuka Saver Tiger. Aquell mateix mes el baixista Taiji Sawada es va unir al grup breument, deixant-lo aviat per diferències musicals amb en Yoshiki. Degut a això, el grup es va quedar amb en Yoshiki a la bateria, Toshi a la veu, Hikaru al baix i en Jun a la guitarra. Aquesta formació va durar fins a finals de 1986.
Per a continuar publicant material, en Yoshiki va fundar la discogràfica Extasy Records. L'1 d'abril de 1986 X publicava el senzill Orgasm sota Extasy. A l'Octubre X se separa després de la sortida d'en Hikaru i en Jun, però Yoshiki parla amb en Taiji Sawada (baixista que havia estat un mes a X durant pocs dies el 1985) i aquest accepta tornar a X. Al Gener de l'any següent en Yoshiki parla amb en Tomoki "Pata" Ishizuka (antic líder de Judy per al que en Yoshiki havia tocat algun cop) i li demana tocar amb X durant la gravació de l'àlbum recopilatori Skull Thrash Zone Volume I, ja que no tenien guitarrista; en Pata va acceptar, però després de la gravació va tornar al seu negoci de venedor en videoclub. El 28 de gener de 1987 Yokosuka Saver Tiger se separa i en Yoshiki truca al guitarrista Hide per demanar-li entrar a X com a guitarrista. Més tard en Pata acceptaria quedar-se com a guitarrista permanent, creant la formació que quedaria fins al 1992 amb Toshi a la veu, hide a la guitarra, Pata a la guitarra rítmica, Taiji al baix i en Yoshiki a la bateria i piano.
A finals de 1987 el grup va decidir començar a gravar el seu primer àlbum. Després de 300 hores de gravació, Vanishing Vision va ser llançat sota Extasy Records el 14 d'abril de 1988, amb millors vendes de les esperades. Al juny van començar la gira de suport a l'àlbum, el "Vanishing Tour" i seguidament a l'Octubre el "Burn Out Tour" amb el que van passar per la majoria de ciutats japoneses. El grup també va fer una aparició a la pel·lícula Tokio Pop, protagonitzada per la desapareguda Carrie Hamilton i Diamond Tukai.

## Època X (1989-1992)
Després de guanyar una competició entre grups independents, Sony Records va firmar amb X fent que el grup comencés a gravar el seu segon àlbum el 6 de gener de 1989 als estudis Shinanomachi i Roppongi Studio. El grup es va embarcar en el "Blue Blood Tour" setmanes abans de llançar l'àlbum Blue Blood el dia 21 d'abril. Durant el transcurs de la gira "Rose & Blood Tour" els singles "Kurenai" i "Endless Rain" van obtenir un gran èxit, així com un VHS contenint un dels concerts del Blue Blood Tour (més tard fou llançat en DVD). Aquell any el grup va rebre diferents premis i va adquirir un gran grau de popularitat entre la joventut japonesa.
La bateria de Yoshiki va convertir a X en un grup que ningú podia igualar, però aquesta manera de tocar la bateria li ocasionava certs problemes físics a en Yoshiki. Els membres deien de broma que si vols matar en Yoshiki, calia posar-lo a tocar cançons ràpides, i el mateix Yoshiki deia que toca de tal forma que pot morir en qualsevol moment. Aquest comentari es va convertir en realitat el 23 de novembre de 1989 quan a la meitat del Rose & Blood Tour abans de presentar-se al Shibuya Kohkaido, en Yoshiki es va col·lapsar en mig d'un concert i la resta del grup va haver de cancel·lar la resta de les actuacions. En Yoshiki es va recuperar poc després i el 4 de febrer de 1990 torna a tocar per continuar el Rose & Blood Tour, després d'aquest accident els fans es van començar a preocupar-se per la seva salut, però els triomfs de X amagaven totes aquestes coses: X va guanyar el premi al Millor Artista del Quart Disc D'Or del Japó (Dai Yonkai Nihon Gold Disc Taishou Best Artist Shou).
El 21 d'abril de 1990 van traure el single Week End, aquest va entrar al segon llocs dels Oricon, i la gent va començar a veure a X amb uns altres ulls. Així i tot per aquell temps es parlava de què havien destruït tot un hotel, encara que passes tot això i l'egoisme musical d'en Yoshiki, la gent va començar a notar en X una mica d'afinitat. Van acabar el Rose & Blood Tour amb dues dates al Nihon Budokan i una extra al Osakajo Hall.
Per a la gravació del seu nou àlbum, Jealousy, es van traslladar de nou a Los Angeles el 1991. Finalment van acabar la gravació i després de 7 mesos van tornar al Japó. Els fans van abarrotar l'aeroport de Narita i moltes noies es van desmaiar i van necessitar atenció hospitalària. L'1 de juliol, Jealousy va ser llançat i va entrar al primer lloc del Oricon, van començar el Violence in Jealousy Tour a l'agost, i el 23 van fer el seu primer concert al Tokyo Dome. Al desembre el grup va guanyar el premi al Millor Músic del Japó (Nihon Yuusen Daishou Yuusen Ongaku Yuushuushou), i més tard al Març del 1992, el premi al Disc d'Or Per a Nous Artistes del Japó (Nihon Gold Disc Daishou Shinjin Shou).
Molts cops X va aparèixer al Shinjuku Power Station, invitant a molts artistes i amics seus per a tocar amb ells. També solien fer un esdeveniment de Extasy Records al Nihon Budokan: el Extasy Summit, on invitaven a grups de Extasy records perquè toquessin junt amb X, allí van aparèixer bandes com Luna Sea i Ladies Room que imitaven a X amb els pentinats i el cabell. X va fer esdeveniments especials com un concert secret al Shibuya Egg Man amb solament 300 persones, i un concert al NHK Hall amb orquestra.
A finals del 1991 van participar en el NHK Kouhaku, un programa on es tocava l'última cançó de l'any, i X va estar allí molts anys). Van ser el primer grup de rock a tocar en aquell programa. El 1992, el 5,6 i 7 de gener van fer un concert de tres dies al Tokyo Dome, aquest concert va ser l'últim d'en Taiji al grup.

## Heath al baix (1992-1997)
Després de traure el single Silent Jealousy en Taiji va abandonar el grup. Llavors X va haver de cercar un altre baix, van fer concursos, però era difícil trobar un baix que reemplaces a en Taiji. Llavors un dia a Nova York, a l'agost, van trobar el nou baix: Heath. Va entrar oficialment com a membre del grup, i per ell se'n van assabentar que hi havia un altre grup amb el nom de X, i com que tenien pensat internacionalitzar-se doncs es van canviar el nom a X Japan. El primer concert amb en Heath va ser al Osakajo Hall i el Extasy Summit al Nihon Budokan. Van participar de nou al NHK Kouhaku Utagasen tocant Kurenai i Tears, que Yoshiki va tocar amb un òrgan tubular.
Després d'això, van començar la gravació del seu nou àlbum Art of Life mentre que els membres començaven amb les seves carreres en solitari. En Toshi va realitzar l'àlbum Made in Heaven al novembre del 1992, hide va realitzar l'àlbum Omnibus amb dos membres de Luna Sea i a més a més va començar a treballar per a la seva reeixida carrera en solitari. Pata també va realitzar el seu propi àlbum.
Yoshiki encara que estigues escrivint part de la lletra d'Art of Life, també es va atrevir amb la seva carrera en solitari col·laborant amb Tetsuya Komuro (líder de Globe), van fer un duet que es va dir V2 amb el que van traure un single, també va tocar el piano amb l'Orquestra Filharmònica de Londres, a més de traure un àlbum amb cançons de X Japan però orquestrades, també va col·laborar amb el bateria de Queen, Roger Taylor, amb el que va traure una cançó anomenada Foreing Sand, que més tard va ser inclosa en l'àlbum Hapiness del britànic.
El 25 d'agost de 1993 van traure, Art of Life, un àlbum que tan sols contenia una cançó del mateix nom de 30 minuts de duració. La cançó va ser tot un èxit al Japó i va debutar al primer lloc de les llistes de vendes. El 10 de novembre d'aquell mateix any van traure a la venda el seu nou senzill anomenat Tears, una Tears balada composta per Yoshiki per al seu pare mort quan tenia 10 anys les primeres setmanes del seu llançament, com ja era normal, el senzill va estar als primers llocs de les llistes, el senzill contenia també una versió clàssica de Tears. La cançó, encara que fos molt popular, es va tocar pocs cops en directe. El 21 d'aquell mateix mes es va llançar una de les primeres compilacions del grup, el X Singles, que contenia els senzills que s'havien llançat sota el nom de X a més a més portava una versió en directe de 20th Century Boy. El 30 de desembre d'aquell any van tornar a l'escenari. Després de no tocar durant uns mesos en concerts grans, havien tocat en algun programa televisiu, X Japan va tornar. Per celebrar-ho van fer un concert de dues nits, la primera es va tocar la versió en directe d'Art of Life que després fou inclosa a l'àlbum Art of Life Live, el 31 a la nit també es va tocar.
El 10 de juliol de 1994 van llançar un nou single, Rusty Nail, cançó composta per en Yoshiki i que més tard fou llançada també dins l'àlbum Dahlia. D'ençà que es va tocar per primer cop la cançó aquesta, fou tocada en gairebé tots els concerts del grup inclòs el The Last Live. El single va entrar en el primer lloc de vendes de les llistes japoneses.
Durant aquests anys tots els membres del grup, menys en Yoshiki, estaven més pendents de les seves carreres solitàries que del grup en si, encara que en Toshi en una entrevista va dir que en Yoshiki els havia dit que el primer era el grup, això feia que X Japan no participés tant en programes televisius com en anys anteriors i que el seu nou àlbum no fos llançat fins a 1996, encara Aixa els dos últims dies de 1994 X Japan varen fer un concert al Tokio Dome, en aquest concert van tocar diverses cançons com Longing de la qual van repartir una demo a 10.000 persones de les 100.000 que van anar entre les dues nits que van ser els concerts.
Com que el grup ja havia presentat bastants noves cançons al novembre de 1995 van decidir començar un nou tour anomenat Dalia Tour 1995. Van començar una mica malament, ja que en un dels primers concerts de la gira després de la segona cançó en Yoshiki va trencar la seva bateria i al final d'aquest concert en Toshi es va fer mal en un peu i això va fer que algunes cançons no es poguessin tocar. Però aquests no serien els únics problemes, ja que uns dies després es van haver de cancel·lar dos concerts per culpa de l'estat de salut d'en Yoshiki, així i tot van tornar a la nit de Nadal a Kobe, aquest concert fou d'homenatge per a les víctimes que hi va haver en aquesta ciutat en un terratrèmol que hi hagué el 17 de gener d'aquell any. I finalment els dos últims dies de l'any van tornar a tocar al Tokio Dome, en aquests dies cada un dels membres va demostrar la seva qualitat tocant algun solo.
El 26 de febrer de 1996, treuen un nou single, Dahlia, aquesta cançó posteriorment donaria nom al seu nou àlbum. Aquesta seria una de les últimes, si no l'última, cançó no balada que va compondre Yoshiki per al grup. Uns mesos més tard, el 8 de juliol, llançarien en un single la que és considerada per en Toshi "la més gran cançó d'amor de Yoshiki", Forever Love. El senzill va entrar en el primer lloc de vendes al Japó i també el que van llançar el 26 d'agost d'aquell any, Crucify my Love.
I el 4 de novembre de 1996 va ser el dia triat per a llançar el qual seria l'últim àlbum del grup, Dahlia, on les balades predominarien respecte a les cançons fortes. L'àlbum incloïa la majoria de singles llançats des de 1993 fins a la data del llançament. Aquest mateix mes van començar un nou tour acabant amb un concert al Tokio Dome l'últim dia de l'any.
En acabar aquest concert Toshi li va dir a Yoshiki que volia deixar el grup i Yoshiki ho va acceptar. Durant una temporada només ho sabia la gent pròxima al grup però a l'abril del 1997, Toshi en una roda de premsa va anunciar que deixava el grup, les raons encara no estan del tot clares però una podria ser mentre Toshi estava feliç amb la seva vida de noucasat, a X Japan havia de cantar cançons molt tristes. Alguns fans s'atreveixen a dir que a Toshi li van convèncer perquè deixés el grup en una secta anomenada Masaya. Això, més tard, es va comprovar que era fals, primer perquè Masaya és un cantant no una secta i segon que va conèixer a Masaya després d'abandonar el grup.
Toshi era el cofundador del grup, vocalista i un símbol del grup, era impossible reemplaçar-lo així que el 22 de setembre una roda de premsa, sense Toshi, el grup va anunciar que el 31 de desembre d'aquell any faria el seu últim concert, ja que el grup es dissolia. Toshi es va assabentar d'aquesta notícia un dia després encara que fos encara membre del grup. La roda de premsa va ser retransmesa en gairebé tots els canals del Japó i al carrer grups de gent s'organitzaven per a escoltar el que deia Yoshiki, la dissolució del grup va ser un cop molt dur per a molts fans, ja que X Japan estava en el seu millor moment.
El 25 de desembre es va treure el Star Box, que contenia dos àlbums, Dahlia i Art of Life, que després serien llançats en Disc d'Or. Aquest mateix dia també es van fer dos llançaments més, un va ser el X Single Atlantic Years que és una recopilació de singles llançats sota el nom de X Japan, però per a qui volgués també es va llançar el Special Box que incloïa tots els singles, ja que en X Single Atlantic Years faltaven algunes versions a karaoke, més tard també serien llançat en Disc d'Or. Aquests van ser els últims llançaments de quan la banda encara estava activa, tot i que avui en dia segueix havent-hi llançaments.
I finalment el 31 de desembre de 1997, el grup va anar al Tokyo Dome per tocar en el seu últim concert. El concert va seguir la línia dels del Dahlia Tour i es van tocar gairebé les mateixes cançons, ja que no va haver-hi molt temps per a planificar el concert, així i tot els fans el consideren el millor concert de la banda. En acabat el concert van anar directament a tocar una altra vegada Forever Love per a un programa de la televisió japonesa.

## Després de X Japan
Després de la dissolució de la banda, en hide va continuar la seva reeixida carrera en solitari amb la banda hide with Spread Beaver, Pata l'altre guitarrista del grup va tocar amb ell en alguna ocasió. Però això no era l'únic que feia en Pata, ell i en Heath es van unir a la banda DopeHEADz i van tocar amb junts fins que el 2003 la banda va cessar les seves activitats. Avui en dia, en Heath també té una carrera solitària i té la seva pròpia banda, Lynx. Pata aquesta en una banda anomenada Ra:IN, que està tenint un gran èxit arribant a tocar en països com França.
Toshi també va seguir la seva carrera solitària, actuant en petits locals, locals socials, tocant per a gent gran, etc. Sempre amb la col·laboració de Masaya. El 2004 va haver-hi rumors que en Toshi s'anava a retirar del món de la música a causa de la pressió de Masaya i de suposats abusos sexuals, però en un comunicat en la seva Web, Toshi va dir que tot això eren simples mentides i que ell seguiria component música i a més a més que mai faria mal a cap persona.
Yoshiki també va continuar amb la seva carrera solitària, encara que va estar molt marcada per la mort d'hide, ja que després d'això en Yoshiki va prometre no tornar a tocar la bateria mai més encara que en el seu projecte Violet UK la tocava en diverses ocasions, també va estar en la banda globe per un temps i actualment prepara el seu nou projecte amb en Gackt.

## 2007: el retorn
Després d'algunes setmanes de rumors i especulacions, el 9 de febrer de 2007 en Tetsuya Komuro confirma en el seu blog personal que en Toshi i en Yoshiki s'han reunit. El dia 11 en Toshi confirma que ha acceptat tornar a X Japan. A mitjans de mes, però, els jutjats de Tòquio obliguen a pagar a una companyia afiliada a la discogràfica d'en Toshi a pagar una gran multa per injúries, amb el que la premsa japonesa utilitza per complicar la reunió, però en Toshi ho desmenteix.
El 21 de març en Toshi, en un comunicat web, anuncia que feia uns dies havia anat a Los Angeles per cantar en privat Without You, cançó escrita per en Yoshiki i dedicada a en hide. El 4 de juny en Yoshiki confirma la reunió, anunciant una gira i el single Without you. Al juliol en Yoshiki no va descartar la possibilitat de fer una gira per Europa.
A principis d'octubre es va especular sobre la possibilitat que el grup toqués la cançó principal de la pel·lícula Saw IV. Els rumors es van confirmar el 18 d'octubre amb l'anunci oficial per part de X Japan, tant de la reunió, com de la nova cançó: "I.V.". El grup va fer la seva primera aparició el 22 d'octubre durant la gravació del videoclip per a la cançó, al centre comercial Aqua City d'Odaiba, Tòquio. La cançó, no llançada en la banda sonora de Saw IV, és composta per en Yoshiki i utilitza gravacions mai llançades d'en hide. El dia 17 de gener de 2008, iTunes anuncia el llançament digital de I.V. per al dia 23 de gener. I.V. fou llançada en 23 països de tot el món, arribant al número ú el primer dia de llançament. I.V. serà més tard també llançada en un best album juntament amb Without You.

El dia 20 de gener en una conferència de premsa a l'Apple Store de Shibuya s'anuncien els primers concerts per als dies 28 i 30 de març al Tokyo Dome anomenats "X Japan Kōgeki Saikai 2008 I.V. ~Hametsu ni Mukatte". Una tercera data, per al 29 de març, va ser anunciada més tard.

## Look i estil musical
Inspirats pels nord-americans KISS, els membres de X Japan van adoptar un look provocador i extravagant. La posada en escena i l'aspecte visual ocupen un lloc important dins les representacions del grup (tant en els concerts com en els videoclips).
El grup és apreciat sobretot per la seva capacitat de no encallar-se en un sol gènere musical. Des del metal més violent fins a les balades més tranquil·les, X Japan sap extraure el millor de cada un dels seus membres amb la fi d'aconseguir el millor resultat possible. Durant els quinze anys de regnat sobre l'escena musical japonesa, X Japan va evolucionar tant en l'aspecte visual (abandonant els membres a poc a poc l'estètica tan extravagant que els va caracteritzar durant els seus primers anys) com en l'aspecte musical (cada cop anaven predominant més les cançons tranquil·les) 
X Japan és l'autor d'Art of Life, l'obra mestra del grup i qualificada per alguns com una de les millors cançons dins del gènere de la història, si no la millor. Té la particularitat de durar mitja hora, on tenen cabuda tots els elements característics del grup; Una bateria ràpida a càrrec de Yoshiki, la personal veu de Toshi prenent protagonisme en certs moments per a després cedir-li a un dels dos solos de guitarra a càrrec d'en hide i junt amb tot això el solo de piano amb acompanyament d'orquestra. Tots aquests elements s'anaven alternant entre ells per aconseguir canvis de ritme que evitessin que la cançó resultés avorrida i aconseguís mantenir l'atenció de l'oient.
La majoria de les partitures de X Japan va ser comportes per Yoshiki, sent hide l'altre component que més va col·laborar amb els treballs de composició, amb cançons com Scars o Miscast (aquesta última composta junt amb en Toshi), Taiji també va compondre algunes cançons en un principi. En general els temes principalment abordats per X Japan en les seves cançons són la tristesa, l'amor, el suïcidi i la mort.

## Concerts
X Japan sempre es va caracteritzar per espectaculars concerts. Quan van començar, com que el grup no tenia molts diners anaven a locals petits a tocar, però ràpidament ja van passar a festivals culturals no només de la seva ciutat sinó ja de la província de Chiba, en aquesta època fins i tot alguna demo que van llançar contenia un concert, i fins i tot algunes cançons com Endless Dream només van ser tocades en concerts i mai gravades en estudi.
Tant en els esdeveniments culturals com en els locals que tocaven el grup era molt agressiu i trencaven tot el que tenien per davant, trencaven els instruments (cosa que més tard també es continuaria fent), llançaven coses al públic, etc. X Japan s'havia convertit en una de les bandes independents més odiades i se li va prohibir l'entrada en molts llocs, i molts altres grups solien dir que no volien tocar en llocs on X Japan hagués tocat.
Però el grup cada vegada s'anava fent més popular per Japó i van deixar de tocar en live houses per a ja començar a tocar en estadis i en esdeveniments a l'aire lliure o concentracions de diversos grups japonesos. A partir de 1988 també van començar a tocar en programes musicals japonesos com Music Station on van aparèixer moltes vegades, un altre dels programes televisius que anaven era el NHK Kouhaku Utagasen on van tocar gairebé totes les fins d'any. El grup havia canviat completament el seu aspecte musical i visual i això també es va notar en les seves actuacions ja no llançaven coses al públic ni eren tan agressius amb el públic però si tocant, un exemple són les diverses vegades que el grup va haver de suspendre o parar algun concert a causa que els membres es feien mal. Yoshiki es va lesionar alguna vegada durant el Rose & Blood tour i el Dahlia Tour, en Heath es va fer mal en alguna ocasió i en Toshi també. L'últim concert del grup va ser el 31 de desembre de 1997 al Tokyo Dome després d'haver tocat en aquest estadi durant sis anys gairebé sempre les dues últimes nits de l'any.

## Cultura
X Japan Virtual Shock 001 és un videojoc per a la Sega Saturn inspirat en el grup de música japonès. Al videojoc us poseu a la pell d'un fotògraf que té la missió de fer les millors fotos del grup abans i durant els concerts que es van celebrar el 30 i 31 de desembre de 1994 al Tokyo Dome.

## Components
- Toshimitsu "TOSHI" Deyama (出山利三, Deyama Toshimitsu) – Veu
- Hideto "hide" Matsumoto (松本秀人, Matsumoto Hideto) - Guitarra (fins a 1997)
- Tomoaki "PATA" Ishizuka (石塚智昭, Ishizuka Tomoaki) - Guitarra
- Hiroshi "HEATH" Morie (森江博, Morie Hiroshi) - Baix
- Yoshiki "YOSHIKI" Hayashi (林佳樹, Hayashi Yoshiki) - Piano i bateria
- yuune "SUGIZO" Sugihara (杉原有音, Sugihara Yuune) - guitarra
- Yasushi "TAIJI" Sawada (沢田泰司, Yasushi Taiji) - Baix (fins a 1992)

Components anteriors
- Atsushi (Atsushi Tokuo) - Baix (1985)
- Eddie - Guitarra (1985)
- Hally - Guitarra (1985)
- Hikaru - Baix (1986)
- Isao - Guitarra (1987)
- Jun (Hisaishi Takai) - Guitarra (1985~1986)
- Kerry - Guitarra (1986)
- Satoru - Guitarra (1986)
- Terry (Yuji Izumisawa) - Guitarra (1983~1985)
- Tomo (Tomoyuki Ogata) - Guitarra (1984~1985)
- Zen (Zenon) - Guitarra (1985~1986)

## Discografia

### Àlbums d'estudi i EP
| Any  | Títol            |
| 1988 | Vanishing Vision |
| 1989 | Blue Blood       |
| 1991 | Jealousy         |
| 1993 | Art of Life (EP) |
| 1996 | Dahlia           |

### Senzills
| Any  | Títol                    |
| 1985 | I'll Kill You            |
| 1986 | オルガスム (Orgasm)      |
| 1989 | Kurenai                  |
| 1989 | Endless Rain             |
| 1990 | Week End                 |
| 1991 | Silent Jealousy          |
| 1991 | Standing Sex             |
| 1992 | Say Anything             |
| 1993 | Tears                    |
| 1994 | Rusty Nail               |
| 1995 | Longing Togireta Melody  |
| 1995 | Longing Setsubou No Yoru |
| 1996 | Dahlia                   |
| 1996 | Forever Love             |
| 1996 | Crucify my Love          |
| 1996 | Scars                    |
| 1997 | Forever Love Last Mix    |
| 1998 | The Last Song            |

### Live albums
| Any  | Títol                                |
| 1995 | On the Verge of Destruction          |
| 1997 | Live Live Live Tòquio Dome 1993-1996 |
| 1997 | Live Live Live Extra                 |
| 1998 | Live In Hokkaido                     |
| 1998 | Art of Life Live                     |
| 2001 | The Last Live                        |

### Recopilacions
- X SINGLES (1993.11.21)
- B.O.X ～Best of X～ (1996.03.21)
- BALLAD COLLECTION (1997.12.19)
- X JAPAN SINGLES ～Atlantic Years～ (1997.12.25)
- STAR BOX (1999.01.30)
- PERFECT BEST (1999.02.24)
- X JAPAN BEST ～Fan's Selection～ (2001.12.19)
- TRANCE X (2002.12.4)
- X JAPAN COMPLETE II (2005.10.01)

## Vídeos
- Xclamation (1987-08.XX)
- ThanX ～愛をこめて～ (1989-03-16)
- BLUE BLOOD TOUR 爆発寸前GIG (1989-06-01)
- 刺激 VISUAL SHOCK Vol. 2 (1989-12-31)
- VISUAL SHOCK Vol. 2-5 "CELEBRATION" (1990-09-01)
- VISUAL SHOCK Vol. 3 刺激２ ～夢の中にだけ生きて～ (1991-09-30)
- VISUAL SHOCK Vol. 3-5 SAY ANYTHING ～X BALLAD COLLECTION～ '(1991-12-21)
- 無敵と書いてEXTASYと読む!! ～EXTASY SUMMIT'91 AT NIPPON BUDOKAN～ (1992-02-21)
- VISUAL SHOCK Vol. 4 破滅に向かって 1992-01-07 TOKYO DOME LIVE (1992-11-01)
- EXTASY SUMMIT 1992 ～みんな無名だった、だけど・・・無敵だった～ (1993-05-10)
- X CLIPS (1995-01-01)
- DAHLIA THE VIDEO VISUAL SHOCK #5 PART I (1997-01-01)
- DAHLIA THE VIDEO VISUAL SHOCK #5 PART II (1997-03-05)
- DAHLIA TOUR FINAL 1996 (1997-10-29)
- X JAPAN CLIPS II (2001-10-24)
- THE LAST LIVE VIDEO (2002-03-29)
- ART OF LIFE 1993-12-31 TOKYO DOME (2003-09-24)

## DVDs
- X CLIPS (2000-07-05)
- BLUE BLOOD TOUR 爆発寸前GIG (2001-09-05)
- 刺激 VISUAL SHOCK Vol. 2 (2001-09-05)
- VISUAL SHOCK Vol. 2-5 "CELEBRATION" (2001-09-05)
- VISUAL SHOCK Vol. 3 刺激２～夢の中にだけ生きて～ (2001-09-05)
- VISUAL SHOCK Vol. 3-5 SAY ANYTHING ～X BALLAD COLLECTION～ (2001-09-05)
- VISUAL SHOCK Vol. 4 破滅に向かって 1992-01-07 TOKYO DOME LIVE (2001-09-05)
- X JAPAN CLIPS II (2001-10-24)
- THE LAST LIVE VIDEO (2002-03-29)
- DAHLIA THE VIDEO VISUAL SHOCK #5 PART I & PART II (2002-12-04)
- DAHLIA TOUR FINAL (2002-12-04)
- ART OF LIFE 1993-12-31 TOKYO DOME (2003-09-24)